# František Chovanec
František Chovanec (* 21. srpna 1944, Dolné Kočkovce) je bývalý slovenský fotbalista, záložník a obránce, reprezentant Československa. Je strýcem fotbalisty a trenéra Jozefa Chovance.

## Fotbalová kariéra
Za československou reprezentaci odehrál roku 1972 jedno utkání (přátelský zápas s NDR). V lize odehrál 262 utkání a dal 13 gólů. Hrál za Spartu Praha (1966-1979), s níž získal titul mistra republiky roku 1967, dvakrát vyhrál Československý pohár (1972, 1976), postoupil do semifinále Poháru vítězů pohárů v roce 1973, ale i sestoupil do 2. ligy roku 1975. V Poháru mistrů evropských zemí nastoupil v 1 utkání, v Poháru vítězů pohárů v 10 utkáních a v Poháru UEFA v 8 utkáních (dal 1 gól). Základní vojenskou službu absolvoval v letech 1963 / 1965 v RH Cheb, hrající tehdy Západočeský krajský přebor.

## Ligová bilance
| Ročník                                       | Zápasy | Góly | Klub         |
| -------------------------------------------- | ------ | ---- | ------------ |
| 1. československá fotbalová liga 1966/67     | 1      | 0    | Sparta Praha |
| 1. československá fotbalová liga 1967/68     | 7      | 1    | Sparta Praha |
| 1. československá fotbalová liga 1968/69     | 22     | 1    | Sparta Praha |
| 1. československá fotbalová liga 1969/70     | 29     | 2    | Sparta Praha |
| 1. československá fotbalová liga 1970/71     | 22     | 3    | Sparta Praha |
| 1. československá fotbalová liga 1971/72     | 28     | 2    | Sparta Praha |
| 1. československá fotbalová liga 1972/73     | 27     | 0    | Sparta Praha |
| 1. československá fotbalová liga 1973/74     | 30     | 0    | Sparta Praha |
| 1. československá fotbalová liga 1974/75     | 24     | 2    | Sparta Praha |
| 2. československá fotbalová liga 1975/76     | -      | 0    | Sparta Praha |
| 1. československá fotbalová liga 1976/77     | 29     | 1    | Sparta Praha |
| 1. československá fotbalová liga 1977/78     | 28     | 1    | Sparta Praha |
| 1. československá fotbalová liga 1978/79     | 14     | 0    | Sparta Praha |
| Krajský přebor Západočeského kraje 1963/1965 |        | 14   | RH Cheb      |
| CELKEM                                       | 262    | 13   |              |